# Gymnasielärarens lilla röda
Gymnasielärarens lilla röda, Gymnaslærer Pedersen, är en norsk dramafilm från 2005. Filmen är baserad på Dag Solstads roman Gymnaslærer Pedersens beretning om den store politiske vekkelsen som har hjemsøkt vårt land från 1982.
Filmen hade världspremiär i Norge den 24 februari 2006.

## Rollista
- Kristoffer Joner – gymnasielärare Knut Pedersen
- Ane Dahl Torp – Nina Skåtøy
- Anne Ryg – Lise Tanner
- Jan Gunnar Røise – Werner Ludal
- Stig Henrik Hoff – Jan Klåstad
- Fridtjov Såheim – Gunnar Bøe
- Silje Torp Færavaag – Anne Britt Bru
- Jon Øigarden – Harald Tholfsen
- Elin Sogn – Unni Langmoen
- Henriette Steenstrup – fru Bøe
- Robert Skjærstad – Unni Langmoens man
- Linn Skåber – rektor
- Eli Anne Linnestad – Gerd Tangen
- Ståle Rue – Tor
- Ingrid Bolsø Berdal – distriktsrepresentant
- Per Egil Aske – husägare
- Anders Mordal – avdelningschef Brynje

## Utmärkelser
- 2006 – Amandaprisen – Årets kvinnliga skådespelare, Ane Dahl Torp
- 2006 – Festival des Films du Monde – Bästa regi, Hans Petter Moland

## Musik i filmen
- I Feel Free, framförd av Cream
- Oh! Pretty Woman, skriven av Roy Orbison, framförd av The Margarets
- Stepp, min stepp, skriven av Lev Knipper

### Webbkällor
- Gymnasielärarens lilla röda på Internet Movie Database (engelska)